# (20) Massalia
Pour les articles homonymes, voir Massalia.
(20) Massalia est un astéroïde de taille et de luminosité importantes de la ceinture principale d'astéroïdes. Il est également le plus grand membre de la famille d'astéroïdes éponyme, la famille de Massalia. Son nom vient du nom grec de la ville de Marseille, lieu depuis lequel le corps céleste fut observé pour la première fois par Jean Chacornac, l'un des deux co-découvreurs indépendants.

## Caractéristiques
Massalia est un astéroïde de type S. Il orbite avec une très faible inclinaison dans la ceinture principale médiane, et est de loin le plus gros astéroïde de la famille de Massalia. Les autres membres de la famille sont des fragments éjectés par un événement collisionnel, de cratérisation, sur Massalia.
Massalia a une densité supérieure à la moyenne des astéroïdes de type S, similaire à la densité du silicate rocheux. En tant que tel, il semble être un corps solide non fracturé, fait rare parmi les astéroïdes de sa taille. Mis à part quelques grands corps plus grands, de plus de 400 km de diamètre, tels (1) Cérès et (4) Vesta, la plupart des astéroïdes semblent avoir été significativement fracturés, ou bien sont constitués d'agglomérations de résidus. En 1998, Bange a estimé la masse de Massalia à 5,2  × 1018 kg, en supposant la masse de (4) Vesta à 1,35 × 10−10 masse solaire. Le calcul estimatif de la masse de Massalia dépend ainsi de la masse de (4) Vesta et des perturbations de (44) Nysa.
L'analyse de la courbe de lumière du corps céleste indique que les pôles de Massalia pointent vers les coordonnées écliptiques (β, λ) = (45°, 10°) ou (β, λ) = (45°, 190°) avec une incertitude de 10°. Cela donne un inclinaison de l'axe de 45° dans les deux cas. La reconstruction de la forme de l'astéroïde à partir des de courbes de lumière décrit un corps assez sphérique avec à sa surface des grandes parties planes et des parties non convexes.
En 1988, une recherche de satellites ou de poussière en orbite autour de cet astéroïde a été réalisée en utilisant le télescope UH88 des observatoires du Mauna Kea, mais l'effort est resté vain.

## Découverte
Massalia a été découvert par Annibale De Gasparis le 19 septembre 1852 à Naples, et également détecté, de façon indépendante la nuit suivante par Jean Chacornac à Marseille. Ce fut la découverte de Chacornac qui fut annoncée en premier. Au XIXe siècle, la variante orthographique Massilia a été souvent utilisée. Les astéroïdes découverts avant Massalia se sont vus assigner des symboles astronomiques, comme ceux traditionnellement utilisés pour désigner les planètes. Cependant, les astronomes ont commencé à abandonner cette pratique avec la découverte de (16) Psyché en mars 1852, et (20) Massalia (le premier objet du système solaire à la dénomination non issue de la mythologie) est le premier astéroïde pour lequel aucun symbole ne fut affecté.

## Compléments